# 魚津市立上野方小学校
魚津市立上野方小学校（うおづしりつ かみのがたしょうがっこう）は、富山県魚津市大海寺野1373にかつて存在していた小学校。

## 解説
魚津市の上野方地区を通学区域としていた。

## 沿革
個別に出典が提示されていない箇所の出典→
- 1873年9月、大海寺野村5165番地にて守真小学校創立。当時の通学区域は大海寺野、大海寺新、大海寺野新、大谷、刈安、石垣新、友道の8か村。
- 1887年4月、大海寺野尋常小学校および大海寺野簡易小学校になる。
- 1891年4月1日、大海寺野簡易小学校を廃止し、大海寺野尋常小学校となる。
- 1893年6月30日、大海寺新村中坪一番地に校舎を移転。
- 1895年5月17日、上野方尋常小学校と改称。
- 1912年7月20日、現在地（当時は大海寺野村2216番地）に本館898坪の校舎を新築[2][3]。
- 1941年4月1日、上野方国民学校と改称。
- 1947年、上野方小学校と改称。同年に太平洋戦争中に石垣平にあった飛行訓練用のグライダー格納庫を同校に移築し、講堂兼体育館とする[3]。加積中学校を併設。
- 1952年4月、魚津市の市制施行に伴い、魚津市立上野方小学校と改称。
- 1953年、24坪の音楽室を増築。
- 1959年6月、給食場、宿直室増築。
- 1962年6月、運動場拡張、スタンド完成。
- 1968年、旧校舎が危険校舎に指定されたことに伴い校舎の改築を決定。
- 1969年10月、鉄筋コンクリート3階建ての校舎竣工[3]。
- 1972年12月、校地拡張[4]。
- 1975年12月、体育館を新築[4]。
- 1976年7月、プール完成[4]。
- 1978年
  - 3月、校舎増築[4]。
  - 8月、運動場拡張、スキー山造成[4]。
  - 9月、放送施設設備[4]。
  - 11月、校庭にフィールドアスレチック設置[4]。
- 1979年12月、メインタワーほか運動遊具設置[4]。
- 1981年3月、新館を増築[4]。
- 2018年4月、魚津市立大町小学校、魚津市立本江小学校、魚津市立村木小学校と共に、魚津市立よつば小学校に統合され廃校[5]。

## 廃校後の状況
旧校舎とプールは2022年度内に解体され、跡地には児童発達支援センター市立つくし学園に代わる民設民営の児童発達支援施設が整備される。魚津市社会福祉協議会が整備運営事業者に選定され、2024年度の利用開始を目指す。また、敷地内には上野方公民館と魚津市社会福祉協議会の機能を併設した複合施設の設置も検討している。
その後、2023年度よりコミュニティセンターと消防分団詰め所、魚津市社会福祉協議会事務所の機能を集約した地域複合施設や、つくし学園に代わる新川圏域児童発達支援センターの整備に着手することになった。2024年度以降に実施設計を行い、2025年度から2年かけて施設や外溝の建設工事を実施し、2026年度の開設を目指す。新川圏域児童発達支援センターは、2024年度の利用開始を見込んでいたが、2024年5月25日に児童発達支援センター『つくし学園』として竣工式が挙行された。同年6月3日より利用開始する。
地域複合施設は、2025年6月14日に安全祈願祭が挙行された。